# لوانا بيرتولوتشي بايكساو
لوانا بيرتولوتشي بايكساو (مواليد 2 مايو 1993) هي لاعبة كرة قدم برازيلية تلعب في مركز خط الوسط في نادي باريس سان جيرمان.

## روابط خارجية
- لوانا بيرتولوتشي بايكساو على موقع الاتحاد الدولي (مؤرشف)  (الإنجليزية)
- لوانا بيرتولوتشي بايكساو على موقع اتحاد النرويج (النرويجية)
- لوانا بيرتولوتشي بايكساو على موقع قاعدة بيانات كرة القدم.إي يو (الإنجليزية)
- لوانا بيرتولوتشي بايكساو على موقع ليكيب (الفرنسية)
- لوانا بيرتولوتشي بايكساو على موقع Soccerway.com (الإنجليزية)
- لوانا بيرتولوتشي بايكساو على موقع عالم كرة القدم.نت (الإنجليزية)